# Denys Chouinard
Pour les articles homonymes, voir Chouinard.
Ne doit pas être confondu avec le réalisateur et scénariste Denis Chouinard.
Denys Chouinard né en 1949 est un archiviste canadien qui a marqué l’archivistique du Québec.

## Carrière
Denys Chouinard a été chef de la Division des archives historiques de l’Université de Montréal de 1981 à 1990, puis chef de la section des archives à la Division de la gestion des documents et des archives de la Ville de Montréal de 1990 à 2008. Enfin, de 2008 à 2013, il a été le coordonnateur du Service des archives de la Congrégation de Notre-Dame, où il a d’ailleurs, en collaboration avec ses collègues, veillé à la valorisation des archives définitives de cet établissement. Chacune des équipes dont il était à la tête avait pour objectif de mettre en valeur le patrimoine archivistique correspondant. Entre-temps, Denys Chouinard s’est aussi investi à titre de président dans le Groupe des archivistes de la région de Montréal] (GARM), lequel a pour mission l’acquisition et la promotion des archives privées des Services d’archives de la grande région de Montréal, incluant les régions de Laval, des Laurentides, de Lanaudière et de la Montérégie. En tant qu’archiviste retraité, Denys Chouinard continue de contribuer à l’archivistique québécoise, notamment par l’entremise de conférences.

## Contributions intellectuelles
Denys Chouinard a contribué significativement à la défense et à la promotion du patrimoine archivistique et du rôle des archivistes dans la société québécoise, et ses actions ont même eu des répercussions à l’échelle internationale. En effet, alors qu’il était président du Groupe des archivistes de la région de Montréal (GARM), il a été l’instigateur de la Déclaration québécoise sur les archives], lancée en 2006 au Centre d’archives de Montréal de la Bibliothèque et Archives nationales du Québec (BAnQ),. Il a également veillé à la promotion, à l’échelle mondiale, de cette Déclaration, de 2006 à 2010, en faisant partie du Comité chargé de cette mission, au sein de l’Association des archivistes du Québec (AAQ). Il a notamment coordonné le Colloque sur le projet de Déclaration pour les archives du Québec en 2005 et écrit divers articles, dont ceux de 2006-2007 et de 2017. Le modèle québécois de la déclaration a fait son chemin jusqu’au Conseil international des archives (ICA), lequel a adopté la Déclaration universelle des archives en 2010. L’année suivante, en 2011, c’était au tour de l’UNESCO d’appuyer cette déclaration lors de sa 36e Conférence générale à Paris,. Même si ces déclarations agissent seulement en tant que contraintes morales, elles ont été déterminantes dans le milieu de l’archivistique, notamment en favorisant une meilleure compréhension des archives par le public et les décideur.euses important.es.
Denys Chouinard a aussi contribué à la valorisation du patrimoine archivistique du Québec. Selon lui, en plus de la valeur de témoignage et historique, la valeur sentimentale des archives mérite d’être davantage mise de l’avant alors qu’elle est souvent oubliée. Cette valeur montre sa pertinence pour la création théâtrale, de documentaires et d’expositions, puisque le visionnement d’œuvres de ce genre engendre différentes émotions. Pour valoriser les archives du Québec, Denys Chouinard a, entre autres, donné une série de conférences sur Marguerite Bourgeoys et ses principes d’éducation libératrice. En 2019, il a écrit l’histoire de Marguerite Bourgeois sur le site web de la Fondation Lionel-Groulx visant à promouvoir l’histoire nationale et la culture du Québec. En 2020, il a participé à la conférence-spectacle Mémoire vivante visant à célébrer le 400e anniversaire de Marguerite Bourgeoys. En outre, il a aussi valorisé les archives historiques de la Ville de Montréal, et ce de nombreuses façons. Dans le cadre de 375e anniversaire de Montréal en 2017, notamment, il a contribué à la coordination, au choix et au montage des textes d’une lecture publique ayant pour thème Archives à voix haute – 375 ans de vies à Montréal.
Denys Chouinard a également contribué au perfectionnement professionnel de la collectivité archivistique en général, que ce soit en tenant des conférences à l’École de bibliothéconomie et des sciences de l’information (EBSI) de l’Université de Montréal ou en élaborant des outils pédagogiques pour la collectivité archivistique. Il a aussi contribué à mieux comprendre les services d’archives au Québec, notamment avec son article de 1987-1988 sur L’instrument de recherche à l’Université de Montréal : résultat d’une démarche globale dans l’acquisition et le traitement des archives, ainsi que ses ouvrages en collaboration de 1983 sur Les Archives universitaires au Québec, en de 1990 L’informatisation d’un service d’archives : L’expérience de l’Université de Montréal. Tout au long de sa carrière, Denys Chouinard a souligné l’importance du Service des archives de l’Université de Montréal dans ses apprentissages. Il valorise notamment leur approche avant-gardiste qui est axée sur le fait de profiter de toutes les opportunités possibles visant à augmenter les ressources, humaines et financières, pour répondre aux objectifs du service d’archives en termes d’acquisition, de traitement, de valorisation et de conservation. Cette approche a d’ailleurs été inscrite directement dans la Déclaration québécoise sur les archives.

## Distinctions
- 1989 : prix annuel de l’Association des Archivistes du Québec (AAQ), en collaboration avec Michel Champagne, pour la co-rédaction du livre Le traitement d’un fonds d’archives : ses documents historiques[14].
- 2007 :Prix du président (bénévole de l’année) au titre de responsable du comité de promotion de la Déclaration québécoise sur les archives[15].
- 2009 : Prix Jacques-Ducharme de l’AAQ. Ce prix souligne le travail et les réalisations exceptionnelles d’une personne ou d’un groupe d’individus qui ont contribué au développement de l’archivistique et de la gestion documentaire[15].

## Publications
- « Alfred Charpentier face au gouvernement du Québec, 1935-1946 », Revue d’histoire de l’Amérique française, vol. 31, no 2,‎ 1977, p. 211-227.
- « L’instrument de recherche à l’Université de Montréal : résultat d’une démarche globale dans l’acquisition et le traitement des archives », Archives, vol. 19, nos 3-4,‎ 1987-1988, p. 3-9.
- « Compte rendu de : B. G. Wilson, Identités coloniales : le Canada de 1760 à 1815' », Archives, vol. 20, no 3,‎ 1989, p. 73-76.
- « Compte rendu de : C. Couture (dir.), La normalisation en archivistique : un pas de plus dans l’évolution d’une discipline. Mélanges Jacques-Ducharme », Archives, vol. 26, no 3,‎ 1995, p. 71-74.
- « Présentation de la Déclaration québécoise sur les archives à l’Association des archivistes du Québec (AAQ) », Archives, vol. 38, no 1,‎ 2006-2007, p. 79-83.
- « Archives et émotion (6e symposium du Groupe interdisciplinaire de recherche en archivistique (GIRA) », Archives, vol. 42, no 2,‎ 2010-2011, p. 17-25.
- « L’influence du Service des archives de l’Université de Montréal sur la pratique archivistique au Québec : une affaire de fierté (Témoignage) », Archives, vol. 46, no 2,‎ 2017, p. 119-122.
- « Figures marquantes de notre histoire – La Nouvelle-France 8e rencontre : Marguerite Bourgeoys (1620-1700) », sur fondationlionelgroulx.org, 1er mai 2019.
- en collaboration :
  - avec G. Dinel : « Les archives universitaires au Québec », Archives, vol. 15, no 3,‎ décembre 1983, p. 5-19.
  - avec Michel Champagne: Le traitement d’un fonds d’archives. Ses documents historiques, Montréal, Documentor, 1987, 176 p. (ISBN 2-89123-109-0)[16].
  - avec J.-Y. Rousseau, et M. Roy :
    - « La gestion des archives informatiques : l’expérience de l’Université de Montréal », Archives, vol. 21, no 4,‎ 1990, p. 41-58.
    - « L’informatisation d’un service d’archives : L’expérience de l’Université de Montréal », Archives, vol. 22, no 2,‎ 1990, p. 41-58.

  - avec H. Bernier, V. Chabot, et D. Maurel: Dossier d’archivistique appliquée : évaluation et tri, Québec, Association des Archivistes du Québec, 2000[17].
  - avec H. Charbonneau et J. Fontaine : « Hors des sentiers battus. Exploration et pistes de réflexion sur la rencontre Archives et Culture », dans Archives et culture : La rencontre : Actes du 37e Congrès annuel de l’Association des archivistes, Québec, 2008, 12-15 p..
  - avec D. Baillargeon: « Une histoire de fierté : la déclaration québécoise sur les archives. », Cap-aux-Diamants : la revue d’histoire du Québec, no 131,‎ 2017, p. 10-12.
  - avec Michel Champagne : « Les archives définitives à la Division de la gestion de documents et des archives de l’Université de Montréal : accroissement, traitement, diffusion », Archives, vol. 46, no 2,‎ 2017, p. 61–80 (ISSN 2369-9256 et 0044-9423, DOI 10.7202/1040380ar, lire en ligne, consulté le 18 décembre 2020).